# The Times Literary Supplement
The Times Literary Supplement (o TLS, sulla prima pagina dal 1969) è una rivista letteraria settimanale britannica pubblicata a Londra dalla News International, una sussidiaria della News Corporation.

## Storia
Il TLS apparve per la prima volta nel 1902 come supplemento del The Times, ma divenne una pubblicazione separata nel 1914. Molti illustri scrittori vi hanno contribuito, compresi T. S. Eliot, Henry James e Virginia Woolf, ma le recensioni erano normalmente anonime fino al 1974, anno durante il quale furono gradualmente introdotte recensioni firmate sotto la direzione di John Gross.
Ciò suscitò grandi controversie all'epoca. “L'anonimato una volta era stato appropriato quando era una regola generale presso altre pubblicazioni, ma aveva cessato di esserlo,” disse in seguito John Gross. “Inoltre io personalmente ritenevo che i recensori dovessero prendersi la responsabilità delle loro opinioni.”
Martin Amis fu membro del gruppo redazionale all'inizio della sua carriera. La poesia Aubade di Philip Larkin, in effetti la sua ultima opera poetica, fu pubblicata per la prima volta nel 1977 nel numero del TLS della settimana di Natale. Pur essendo da tempo considerato una delle più eminenti riviste di critica letteraria del mondo, la sua storia non è priva di gaffe. Per esempio, la pubblicazione trascurò completamente James Joyce.
Il TLS coopera strettamente con il Times; la sua versione in linea è ospitata sul sito del Times, ed i suoi uffici redazionali hanno sede a Times House, Pennington Street, Londra. L'attuale editore è Peter Stothard, un ex direttore dello stesso Times. È subentrato a Ferdinand Mount nel 2003.
Negli ultimi decenni, il TLS ha incluso saggi, critiche e poesie di Italo Calvino, Patricia Highsmith, Milan Kundera, Philip Larkin, Mario Vargas Llosa, Joseph Brodsky, Gore Vidal, Orhan Pamuk, Geoffrey Hill, Seamus Heaney, tra gli altri.
Molti scrittori hanno descritto questa pubblicazione come indispensabile. Ad esempio, il pluripremiato scrittore peruviano Mario Vargas Llosa disse: “Leggo il TLS sin da quando imparai l'inglese 40 anni fa. È la più seria, autorevole, arguta, variegata e stimolante pubblicazione culturale di tutte le cinque lingue che parlo.”

## IlTLSnella letteratura
Il Times Literary Supplement è apparso in opere di fantasia. Una delle più equivoche di tali menzioni appare nella traduzione inglese del romanzo di Samuel Beckett Molloy (1953), nel quale la stessa Molloy racconta che:
Un altro esempio era in Fiorirà l'aspidistra di George Orwell, in cui la sua raccolta di poesia era recensita dal Times Literary Supplement.

## Direttori
- James Thursfield 1902
- Bruce Richmond 1902
- D. L. Murray (David Leslie Murray) 1938
- Stanley Morison 1945
- Alan Pryce-Jones 1948
- Arthur Crook 1959
- John Gross 1974
- Jeremy Treglown 1981
- Ferdinand Mount 1991
- Peter Stothard 2003